# Vincenzo-Bellini-Denkmal

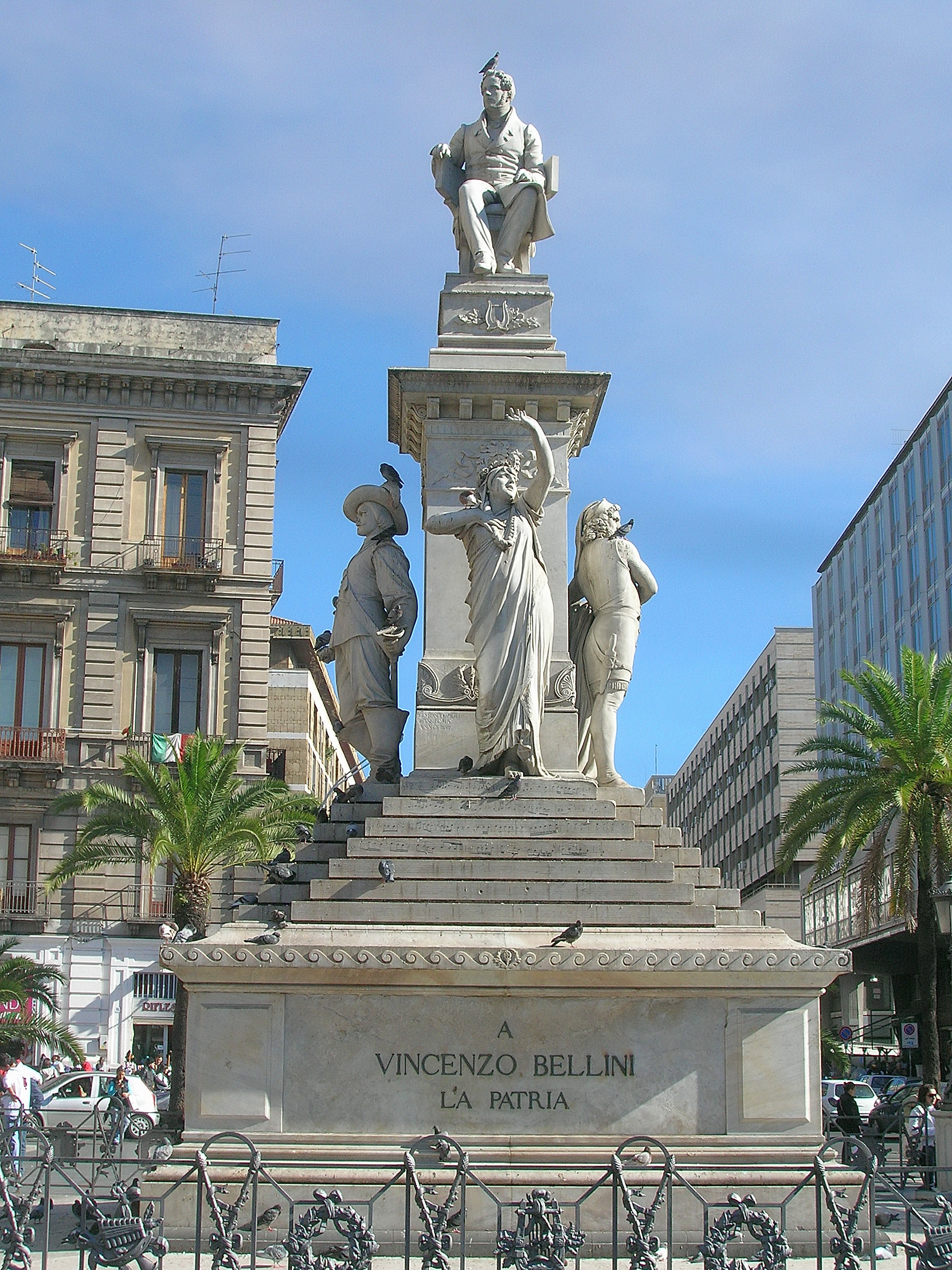
Vincenzo-Bellini-Denkmal in Catania

Das Vincenzo-Bellini-Denkmal ist ein von dem Bildhauer Giulio Monteverde geschaffenes Marmordenkmal, das den italienischen Opernkomponisten Vincenzo Bellini (1801–1835) darstellt. Es steht auf der Piazza Stesicoro in Bellinis Geburtsstadt Catania in Italien.

## Geschichte
Die Gemeinde Catania erteilte dem italienischen Bildhauer Giulio Monteverde den Auftrag, ein Denkmal für Vincenzo Bellini zu erstellen. Zur Auswahl des Standorts gab es zunächst einige Diskussionen. Wegen der Bedeutung Bellinis für die Stadt wollte eine Gruppe das Denkmal anstelle des Elefantenbrunnens vor dem Palazzo degli Elefanti auf der Piazza del Duomo aufstellen, eine weitere Empfehlung war die Aufstellung vor dem Teatro Massimo Bellini. Es setzte sich jedoch der Vorschlag durch, das Denkmal auf der Piazza Stesicoro mit Blick zur Kirche Chiesa di San Biagio, die zu Bellinis Zeiten Chiesa di Sant’Agata alla Fornace genannt wurde, zu errichten. Der Standort ist insofern sinnvoll, als Bellini die Heilige Agatha von Catania verehrte. Die Einweihung fand am 21. September 1882 statt.

## Beschreibung und Symbolik
Das Denkmal ist aus weißem Marmor gefertigt, erreicht eine Gesamthöhe von insgesamt ca. 15 Metern und besteht aus einer mehrstufigen Sockelkonstruktion. Es hat eine massive, quadratische Basis. Darüber schließen sich sieben Treppenstufen an, die die sieben Tonsilben do, re, mi, fa, so, la, ti symbolisieren. Auf der obersten Treppenstufe schließt sich eine viereckige Säule an, auf deren leicht verjüngter Spitze sich die Skulptur des auf einem Stuhl sitzenden Vincenzo Bellini befindet, der ein aufgeschlagenes Notenheft auf seinem linken Knie hält und der in Richtung der Kirche blickt. An den vier Seiten der Säule stehen vier Statuen als Allegorien seiner berühmten Werke: Norma, I puritani, La sonnambula und Il pirata. Die Inschrift auf der Vorderseite des Basissockels lautet: A/VINCENZO BELLINI/LA PATRIA. Ein niedriges Eisengitter umgibt das Denkmal.